# Beaussais-sur-Mer
Beaussais-sur-Mer es una comuna nueva francesa situada en el departamento de Costas de Armor, de la región de Bretaña.

## Historia
Fue creada el 1 de enero de 2017, en aplicación de una resolución del prefecto de Costas de Armor de 30 de agosto de 2016 con la unión de las comunas de Plessix-Balisson, Ploubalay y Trégon, pasando a estar el ayuntamiento en la antigua comuna de Ploubalay.

## Demografía
| Gráfica de evolución demográfica de Beaussais-sur-Mer entre 1800 y 2013 |
|                                                                         |

Los datos entre 1800 y 2013 son el resultado de sumar los parciales de las tres comunas que forman la nueva comuna de Beaussais-sur-Mer, cuyos datos se han cogido de 1800 a 1999, para las comunas de Plessix-Balisson, Ploubalay y Trégon de la página francesa EHESS/Cassini. Los demás datos se han cogido de la página del INSEE.

## Composición
| Comuna delegada  | Código INSEE | Población (2013) | Superficie (km²) | Densidad (hab./km²) |
| ---------------- | ------------ | ---------------- | ---------------- | ------------------- |
| Plessix-Balisson | 22192        | 89               | 0.08             | 1113                |
| Ploubalay        | 22209        | 3014             | 35.45            | 85                  |
| Trégon           | 22357        | 249              | 6.12             | 41                  |